# Nkong Ntsam
Nkong Ntsam est un village de l'arrondissement (commune) d'Akono, département de la Méfou-et-Akono dans la région du Centre au Cameroun. 

## Population et société
En 1965, la population de Nkong Ntsam était de 518 habitants, principalement des Ewondo. Lors du recensement de 2005, 108 habitants y ont été dénombrés.